# Lockebo
Lockebo är en tidigare tätort i Jönköpings kommun, sedan 1970 sammanvuxen med och ingående i tätorten Jönköping. Området har (2005) 376 invånare.